# Міністерство внутрішніх справ (Угорщина)
Міністерство внутрішніх справ Угорщини (угор. Belügyminisztérium) — орган державної влади Угорщини, основним завданням якого є захист конституційного порядку Угорщини, охорона життя її громадян та їхнього майна. 
Роботу міністерства очолює міністр внутрішніх справ, який є членом уряду Угорщини. Нинішню посаду міністра обіймає Шандор Пінтер. Головною складовою частиною МВС Угорщини є угорська поліція, Служба національної оборони.

## Історія
Міністерство було створено 11 квітня 1848 року. З 2006 по 2010 рік міністерство було розділено на Міністерство місцевого самоврядування та Міністерство юстиції та права. У 2010 році ці міністерства були об'єднані та на їх базі створено Міністерство внутрішніх справ Угорщини.